# Merionoedopsis
Merionoedopsis is een kevergeslacht uit de familie van de boktorren (Cerambycidae). De wetenschappelijke naam van het geslacht werd voor het eerst geldig gepubliceerd in 1911 door Gounelle.

## Soorten
Merionoedopsis omvat de volgende soorten:
- Merionoedopsis aeneiventris Gounelle, 1911
- Merionoedopsis brevipennis Melzer, 1935